# Episodi di Vacation Playhouse (quinta stagione)
La quinta stagione della serie televisiva Vacation Playhouse è andata in onda negli Stati Uniti dal 3 luglio 1967 al 21 agosto 1967 sulla CBS.
| nº | Titolo originale        | Prima TV USA   |
| -- | ----------------------- | -------------- |
| 1  | You're Only Young Twice | 3 luglio 1967  |
| 2  | My Boy Googie           | 24 luglio 1967 |
| 3  | Alfred of the Amazon    | 31 luglio 1967 |
| 4  | Heaven Help Us          | 14 agosto 1967 |
| 5  | The Jones Boys          | 21 agosto 1967 |

## You're Only Young Twice
- Prima televisiva: 3 luglio 1967
- Diretto da: Don Taylor
- Scritto da: Stan Dreben, Lorenzo Semple, Jr.

### Trama
- Guest star: Pat Crowley (Joan), Andy Devine (Andy)

## My Boy Googie
- Prima televisiva: 24 luglio 1967
- Diretto da: Ralph Levy
- Scritto da: Bill Manhoff

### Trama
- Guest star: Ted Eccles (Googie)

## Alfred of the Amazon
- Prima televisiva: 31 luglio 1967
- Diretto da: Charles Rondeau
- Scritto da: Arnie Rosen

### Trama
- Guest star: Wally Cox (Alfred)

## Heaven Help Us
- Prima televisiva: 14 agosto 1967
- Diretto da: Richard Whorf
- Scritto da: Sol Saks

### Trama
- Guest star: Joanna Moore (Marge Cameron), Barry Nelson (Dick Cameron)

## The Jones Boys
- Prima televisiva: 21 agosto 1967
- Diretto da: Robert Douglas

### Trama
- Guest star: Andrew Prine (tenente Jaydee Jones)
- Scritto da: William D. Gordon